# كيفر مور
كيفر مور (بالإنجليزية: Kieffer Moore)‏ (8 أغسطس 1992 في المملكة المتحدة - ) هو لاعب كرة قدم بريطاني في مركز الهجوم. لعب مع فوريست غرين ونادي فيكينغ ويوفل تاون وDorchester Town F.C. ‏ وTruro City F.C. ‏.

## وصلات خارجية
- كيفر مور على موقع الاتحاد الدولي (مؤرشف)  (الإنجليزية)
- كيفر مور على موقع الاتحاد الأوربي (الإنجليزية)
- كيفر مور على موقع قاعدة بيانات كرة القدم.إي يو (الإنجليزية)
- كيفر مور على موقع ليكيب (الفرنسية)
- كيفر مور على موقع ناشيونال فوتبول تيمز (الإنجليزية)
- كيفر مور على موقع Soccerbase.com (لاعب) (الإنجليزية)
- كيفر مور على موقع Soccerway.com (الإنجليزية)
- كيفر مور على موقع عالم كرة القدم.نت (الإنجليزية)